# Petulanos spiloclistron
Petulanos spiloclistron är en fiskart som först beskrevs av Winterbottom, 1974.  Petulanos spiloclistron ingår i släktet Petulanos och familjen Anostomidae. Inga underarter finns listade i Catalogue of Life.